# Rafał Gurowski
Rafał Krzysztof Gurowski herbu Wczele (ur. 21 czerwca 1716 w Kościelcu koło Koła, zm. 8 kwietnia 1797 w Dryżynie) – kasztelan gnieźnieński, kaliski, przemęcki i ostatni kasztelan poznański.

## Rodzina
Ojciec Rafała, Melchior Hieronim Gurowski (1686–1756) pełnił urząd kasztelana poznańskiego. Matka, Zofia z Przyjemskich, córka chorążego kaliskiego zajmowała się domem i wychowaniem dzieci. Będąc wdową po kasztelanie kaliskim Adamie Gruszczyńskim była wpływową i szanowaną osobą. Urodził się w rodzinie wielodzietnej. Miał 16 rodzeństwa. Ponad połowa zmarła we wczesnym dzieciństwie. Wieku dorosłego dożyli: Władysław Roch (1717–1790), marszałek wielki litewski, Aleksander (1719–1779), podkomorzy gnieźnieński Melchior (1738–1794), najmłodszy z rodzeństwa, proboszcz gnieźnieński, oficjał i sekretarz królewski i siostra Teresa Apolonia, późniejsza żona Macieja Potockiego.
W 1752 roku poślubił Ludwikę Magdalenę Urszulę Tworzyańską (1735–1779), córkę kasztelana przemęckiego Jana Tworzyańskiego (zm. 1765). Z małżeństwa urodziło się sześcioro dzieci: Jadwiga (zm. 1761), Jan Nepomucen (1764–1791), Władysław (1769–1818), Rozalia (zm. 1792) i Weronika (zm. 1783). Córka Rafała, Melchiora Katarzyna Józefa Gurowska poślubiła generała ziemiańskiego i starostę inowrocławskiego Kazimierza Albina Sokołowskiego. Jeden z synów Jan Nepomucen (1764–1791) odznaczał się gwałtownym charakterem. Za zabójstwo pułkownika Bolesza został skazany na banicję. Uzyskał tytuł hrabiego od cesarza Fryderyka Wilhelma II dnia 5 listopada 1787 roku.

## Pełnione urzędy
W młodości oficer wojska francuskiego. Walczył pod Fontenoy (1745). Pełnił obowiązki starosty kolskiego (1745) oraz brdowskiego (1758). Czterokrotnie piastował urząd kasztelana, w różnych miastach Polski. Był członkiem konfederacji generalnej 1764 roku. Był elektorem Stanisława Augusta Poniatowskiego w 1764 roku i posłem na sejm elekcyjny z województwa kaliskiego. W latach 1764–1782 sprawował urząd kasztelana przemęckiego. Członek konfederacji 1773 roku, podpisał się na pierwszym zniszczonym egzemplarzu aktu konfederacji, następnie 16 kwietnia 1773 roku złożył przyrzeczenie (sponsję), że podpisze ponownie konfederację. Od 1782 do 1786 był kasztelanem gnieźnieńskim, później kaliskim (1786–1790) i ostatnim kasztelanem poznańskim (1790–1795). Oprócz tych stanowisk był kandydatem na stanowisko kasztelana łęczyckiego 1776 wojewodę kaliskiego 1778 i wojewodę poznańskiego 1781. W 1750 roku nabył wójtostwo w Trześniewie, w powiecie konińskim. Od 1766 sołtys Czołowa. Był szambelanem króla Augusta III. Za zasługi został odznaczony Orderem Orła Białego (1783) i Orderem Św. Stanisława (1772).
Był osobą głęboko religijną i gorliwym obrońcą jezuitów. Zasłużony jako fundator kościołów w Wyszynie i Kościelcu. Ufundował pomnik Św. Jana Nepomucena w Kościelcu. Z charakteru człowiek dbający wyłącznie o swoje interesy, całkowicie obojętny na sprawy ojczyzny. Wchodził w skład delegacji do zatwierdzenia pierwszego rozbioru Polski 1772. W swych dobrach zmuszał chłopów do odrabiania pańszczyzny w dniach wolnych od niej.
W 1776 roku została wydana "Mowa jaśnie wielmożnego pana Gurowskiego kasztelana przemęckiego w Senacie dnia 10 września 1776".
Został pochowany w Klasztorze Ojców Bernardynów pod wezwaniem Św. Józefa we Wschowie.